# Lee Mayberry
Orva Lee Mayberry Jr (ur. 12 czerwca 1970 w Tulsie) – amerykański koszykarz, występujący na pozycji rozgrywającego.
W 1988 wystąpił w meczu gwiazd amerykańskich szkół średnich McDonald’s All-American, został też zaliczony do IV składu Parade All-American (1988, 1989).

## Osiągnięcia
Stan na 26 marca 2022, na podstawie, o ile nie zaznaczono inaczej.
NCAA
- Uczestnik rozgrywek:
  - NCAA Final Four (1990)
  - NCAA Elite Eight (1990, 1991)
  - II rundy turnieju NCAA (1989–1992)
- Mistrz:
  - turnieju konferencji Southwest (SWC – 1989–1991)
  - sezonu regularnego konferencji:
    - Southwest (1989–1991)
    - Southeastern (SEC – 1992)
- Zaliczony do:
  - I składu:
    - SWC (1990, 1991)
    - SEC (1992)

  - III składu All-American (1992 przez AP, NABC)
- Lider SWC w:
  - średniej przechwytów (1991 – 2,6)
  - liczbie:
    - asyst (1991 – 209)
    - przechwytów (1991 – 100)

Reprezentacja
- Wicemistrz igrzysk dobrej woli (1990)
- Brązowy medalista mistrzostw świata (1990)